# سرزمین (اقتصاد)
در علم اقتصاد، سرزمین شامل تمام منابع طبیعی و همچنین خشکی‌های جغرافیایی می‌شود. به عنوان مثال می‌توان به مکان‌های جغرافیایی خاص، ذخایر معدنی، جنگل‌ها، ذخایر ماهی، کیفیت جوی، مدارهای زمین‌ایستا و بخش‌هایی از طیف الکترومغناطیسی اشاره کرد. تأمین این منابع ثابت است.

## عامل تولید
زمین یکی از عوامل سه‌گانه تولید همراه با سرمایه و نیروی کار در نظر گرفته می‌شود. منابع طبیعی برای تولید همه کالاها، از جمله کالاهای سرمایه‌ای، اساسی است. علیرغم اینکه نقش خاص زمین در اقتصاد به طور گسترده در اقتصاد کلاسیک مورد بحث قرار گرفته بود درحالیکه نقشی جزئی در اقتصاد نئوکلاسیک غالب در قرن بیستم نیز داشت. به درآمد حاصل شده از مالکیت یا کنترل منابع طبیعی را اجاره گفته می‌شود.